# Придорожнє (Федоровський район)
Придоро́жнє (каз. Придорожный) — село у складі Федоровського району Костанайської області Казахстану. Адміністративний центр Воронезького сільського округу.
Населення — 581 особа (2021; 709 у 2009, 737 у 1999, 902 у 1989).